# NGC 473
NGC 473 là một thiên hà dạng hạt đậu trong chòm sao Song Ngư. Nó được phát hiện vào ngày 20 tháng 12 năm 1786 bởi William Herschel.